# Marcel Niat Njifenji
Marcel Niat Njifenji (sinh ngày 26 tháng 10 năm 1934) là chính khách người Cameroon. Hiện tại, ông đang giữ chức vụ làm chủ tịch Thượng viện Cameroon kể từ ngày 12 tháng 6 năm 2013.